# Hirkî, Novohrad-Volînskîi
Hirkî (în ucraineană Гірки) este un sat în comuna Iarun din raionul Novohrad-Volînskîi, regiunea Jîtomîr, Ucraina.

## Demografie
Componența lingvistică a localității Hirkî
     Ucraineană (99,31%)
     Alte limbi (0,69%)
Conform recensământului din 2001, majoritatea populației localității Hirkî era vorbitoare de ucraineană (99,31%), existând în minoritate și vorbitori de alte limbi.